# Gare de Mamirolle
Gare de Mamirolle vasútállomás Franciaországban, Mamirolle településen.

## Vasútvonalak
Az állomást az alábbi vasútvonalak érintik:
- Besançon-Viotte–Le Locle-vasútvonal

## Kapcsolódó állomások
A vasútállomáshoz az alábbi állomások vannak a legközelebb:
- Gare de Saône (Besançon-Viotte–Le Locle-vasútvonal)
- Gare de L'Hôpital-du-Grosbois (Besançon-Viotte–Le Locle-vasútvonal)